# Whenever You're Ready (굿 플레이스)
"Whenever You're Ready"(넷플릭스 제목: 준비되면 시작해)는 미국의 판타지 코미디 텔레비전 시리즈 《굿 플레이스》의 마지막 회로, 두 개의 에피소드로 구성되었다. 《굿 플레이스》 네 번째 시즌의 열세 번째, 열네 번째 에피소드이며, 시리즈 전체로 보면 52번째와 53번째 에피소드이다. 마이클 슈어가 감독과 각본을 맡았으며, 2020년 1월 30일에 NBC에서 처음 방영되었다.
"Whenever You're Ready"는 직전 에피소드인 "Patty"에서 시간이 흐른 후 주인공들이 굿 플레이스에서 행복하게 지내는 모습을 보여준다. 시간이 지나면서 네 사람은 충만한 느낌을 받으면서 각자 삶을 정리하고 이 세상에서의 존재를 끝내려 한다. 한편 불멸의 존재였던 마이클은 삶의 의미를 찾고 싶어한다.
시리즈 마지막 에피소드에 대한 준비는 시즌 3 제작 당시부터 본격적으로 시작되었으며, 2019년 6월 슈어는 네 번째 시즌이 《굿 플레이스》의 마지막 시즌이 될 것이라고 발표했다. 앞선 에피소드에 등장했던 많은 출연진들이 마지막 에피소드에서 게스트나 카메오로 등장했다. 첫 방영 당시 232만 명의 시청자를 기록했고, 다수의 비평가들이 만족스럽고 감동적인 시리즈의 마무리였다고 평가하며 이 에피소드를 호평했다.

## 줄거리
시간이 흐른 후, 마이클(테드 댄슨)과 네 사람이 설계한 사후 세계 시스템은 원활하게 돌아간다. 제이슨(매니 저신토)은 자신의 아버지 동키 더그와 함께 게임 매든 NFL을 하면서 TIAA 뱅크 필드에서 완벽한 승리를 거두고, 네 사람 중에서 처음으로 자신이 굿 플레이스를 떠날 준비가 되었다는 걸 깨닫는다. 그래서 제이슨은 작별 파티를 열고 재닛(다시 카든)이 자신을 기억할 수 있도록 목걸이를 만든다. 재닛은 제이슨을 숲속의 문 앞으로 안내하고, 그곳을 통과하면 굿 플레이스를 영영 떠나게 된다. 그런데 제이슨은 그 앞에서 목걸이를 잃어버렸음을 깨닫고 재닛에게 사과하는데, 재닛은 그를 용서하고 제이슨이 정말 준비가 되었을 때 혼자 그곳을 통과할 수 있도록 내버려 둔다.
타하니(자밀라 자밀)는 여동생 카밀라(리베카 헤이즐우드)와 함께 부모님을 맞이하는데, 부모님이 어린 시절 두 딸을 홀대한 것에 대해 사과한다. 그리고 부모님과 많은 시간을 함께하면서 타하니는 사후 세계에서 목표했던 것을 모두 이루게 된다. 얼마 후 타하니는 자신이 떠날 준비가 되었다는 걸 깨닫지만, 숲속의 문을 통과하는 대신에 사후 세계의 설계자가 되겠다는 목표를 갖게 된다. 인간이 설계자가 되는 일은 전례가 없었지만, 마이클은 타하니가 그 목표를 이룰 수 있게 돕는다.
엘리너(크리스틴 벨)는 치디(윌리엄 잭슨 하퍼)가 굿 플레이스를 떠나려는 듯한 느낌에 당황하고, 이에 치디를 붙잡기 위해 그에게 의미 있는 장소인 아테네의 아크로폴리스와 파리로 여행을 떠난다. 치디는 그런 엘리너의 의도를 알아차리고, 엘리너가 버림받는 것이 두렵다고 고백하자 치디는 떠나지 않기로 결심한다. 하지만 엘리너는 저녁 식사 자리에서 우리가 서로에게 지는 의무를 떠올리며, 자신이 치디를 붙잡기 위해 자신만 생각한 정당화될 수 없는 '규칙'을 만들고 있음을 깨닫는다. 결국 엘리너는 치디를 더 이상 붙잡지 않고, 둘이 마지막 밤을 보낸 후 치디는 엘리너의 바람대로 그녀가 깨기 전 이른 아침에 자리를 벗어나 재닛을 따라 문을 통과한다. 그때 제이슨이 갑자기 재닛 앞에 나타나 자신이 주머니에서 목걸이를 찾았다고 말하는데, 재닛이 돌아오길 기다리며 오랜 시간 숲에서 승려처럼 평화롭게 지냈다고 고백한다. 제이슨은 재닛에게 목걸이를 건네고 문을 통과한다.
굿 플레이스에 남은 마이클과 엘리너는 허전함을 느낀다. 엘리너는 민디 세인트클레어(메리베스 먼로)의 집에 방문해 세인트클레어가 타하니의 관리 하에 새로운 사후 세계 시스템에 들어오도록 설득한다. 그럼에도 엘리너는 아직 문을 통과할 준비가 되지 않았고, 마이클도 문을 통과하고 싶지만 자신이 불멸의 존재이기 때문에 문이 작동하지 않는다. 엘리너는 판사(마야 루돌프)에게 마이클이 인간의 삶을 살 수 있게 해달라고 설득하고, 덕분에 마이클은 지구에 살면서 나중에 사후 세계 시스템에도 들어갈 수 있게 된다.
진짜 사람이 된 마이클은 지구에서 평범한 삶을 시작하고, 엘리너는 마침내 굿 플레이스를 떠날 준비를 마친다. 문을 통과한 엘리너의 영혼은 조각들이 되어 흩어지고, 그 중 한 조각이 지구에 있는 한 남자(커트 브라우놀러)에게 떨어진다. 그 남자는 잘못 배달된 편지를 원래 주인인 마이클에게 돌려주고, 마이클은 그에게 감사를 표하며 "Take it sleazy(천하게 지내요)."라고 말한다.

## 제작

### 기획 및 각본

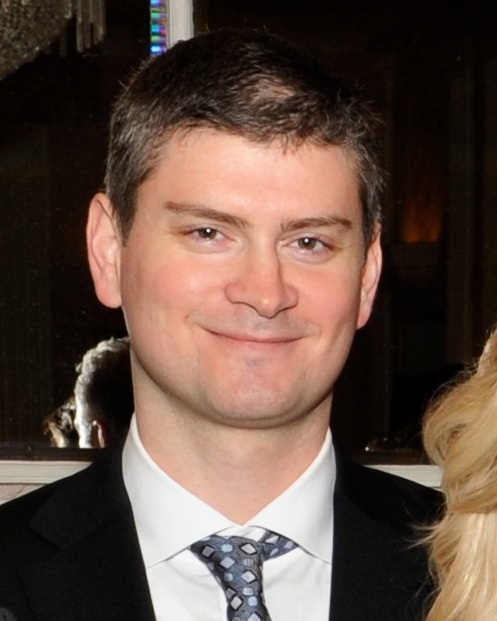
《굿 플레이스》 시리즈 제작자이자 이 에피소드의 각본, 감독을 담당한 마이클 슈어

NBC 측이 《굿 플레이스》 시즌 4의 제작을 결정한 후, 시리즈 제작자인 마이클 슈어는 이 시즌이 시리즈의 마지막 시즌이 될 것이라고 발표했다. 2019년 6월의 한 간담회에서 슈어는 자신과 작가진이 시즌 2를 제작하면서 "시리즈의 전체적인 방향을 구상하기" 시작했으며, 네 번째 시즌으로 시리즈를 마무리하는 것이 "적절한 길이"라고 느꼈다고 밝혔다. 슈어에 따르면 시리즈 마지막 에피소드에 대한 준비는 시리즈를 처음 기획할 당시에는 없었고 대신 시즌 3 제작 과정에서 구체화되었으며, 시즌 4를 제작하면서는 마지막 에피소드에 대한 계획이 거의 변경되지 않았다고 한다. 출연진은 시즌 4의 촬영이 시작되기 전에 마지막 에피소드를 포함해 마지막 시즌의 계획에 대해 전달받았다.
"Whenever You're Ready"의 각본은 슈어가 맡았는데, 이는 《굿 플레이스》 시리즈에서 슈어의 다섯 번째 각본 작업이었다. 다시 카든은 자신을 포함해 윌리엄 잭슨 하퍼, 마크 에번 잭슨 등 여러 출연진이 코믹콘 주말 기간에 처음으로 대본을 읽었고, 결말에 눈물을 흘리기도 했다고 밝혔다.

### 캐스팅
슈어는 자신의 이전 작품이었던 《팍스 앤 레크리에이션》과는 달리, 이전 에피소드에 출연했던 출연진들을 마지막 에피소드에 다시 출연시키면서 그들에게 작별인사를 할 수 있었다고 이야기했다. 여기에는 판사 역의 마야 루돌프, 악마 비키 역의 티야 서카, 도어맨 제프 역의 마이크 오맬리, 브렌트 역의 벤자민 콜다이크 등이 있었다. 슈어는 여기에 엘리너의 어머니 도나 역을 맡았던 레슬리 그로스만도 출연시키고 싶었지만, 일정이 맞지 않아 무산되었다.
이 에피소드에는 여러 카메오 출연도 있었다. 본인 역을 맡은 닉 오퍼먼은 타하니에게 목공예를 지도하는 인물로 등장하는데, 오퍼먼은 원래 숀 역을 제안 받았었고 이전 에피소드에서 악마 목소리를 연기하기도 했다. 테드 댄슨의 아내이기도 한 메리 스틴버건은 지구에서 마이클의 기타 선생님을 연기했다. 이전 에피소드에서 마이클 매킨이 맡았던 더그 포세트 역에는 노아 가핑클이 대신 출연하는데, 가핑클은 드라마 초반에 더그의 사진 속 모델로 등장한 바 있다. 토드 메이와 패멀라 하이로니미는 치디가 진행하는 수업 장면에서 본인 역으로 등장하는데, 둘은 이 드라마의 철학 자문을 맡아왔다.

### 촬영
슈어는 이 에피소드의 감독을 맡았는데, 이는 《굿 플레이스》 시리즈에서 슈어의 네 번째 연출이었다.
굿 플레이스를 떠나기 위해 통과해야 하는 문을 촬영한 장면은 샌프란시스코 근처의 해안 삼나무 숲에서 촬영되었다. 나뭇가지들로 만들어진 아치 모양의 이 문은 한 결혼식에서 사용하고 남은 것이었고, 여기에 제작진이 약간의 손질을 더했다. 다른 장면들은 7일에 걸쳐 아테네와 파리에서 촬영되었다. 제작진은 일출 때에 파르테논 신전에서 촬영을 할 수 있었는데, 크리스틴 벨은 이를 두고 "숨이 멎을 듯한, 숙연한" 경험이었다고 표현했다. 아테네에서 촬영된 한 마을은 이 드라마에서 주로 등장하는 마을과 비슷하게 생겨서 촬영 장소로 선택되었다. 파리에서는 많은 인파 때문에 촬영이 더 어려웠지만, 자크 시라크 프랑스 전 대통령의 사망으로 교통량이 줄어 더 많은 촬영 시간을 확보할 수 있었다. 드라마의 마지막 촬영 장면은 퐁데자르에서 엘리너가 치디에게 떠나지 말라고 애원하는 장면이었는데, 벨과 하퍼는 이 장면에서 감정 연기하기가 매우 힘들었다고 털어놓았다. 카든과 벨은 해외 로케이션 촬영 중에 많은 팬들이 그들을 알아보았다고 이야기하기도 했다.

### 음악
치디가 떠날 준비를 하는 장면에서 아르보 패르트의 〈Spiegel im Spiegel〉 일부가 삽입되었다. 이 드라마의 음악을 담당한 작곡가 데이비드 슈워츠는 이 에피소드 전반에 걸쳐 마이클이 만들어가는 노래로 등장하는 〈The Purple Train to Groovy Town〉의 완성된 버전을 만들기도 했는데, 이 노래는 시간 제약으로 인해 에피소드에 사용되지는 않았지만 슈어는 이를 온라인에 공개할 것이라고 밝혔다.

## 주제
슈어는 《굿 플레이스》을 제작하면서 떠올린 핵심 아이디어 중 하나가 힌두교의 업 개념이라고 설명했는데, 이는 사람들이 윤회를 거치면서 발전하거나 때로는 퇴보하기도 하는 순환 과정을 의미한다. 슈어는 무언가가 영원히 지속된다면, "모든 사람은 결국 괴로워질 수밖에 없기" 때문에, "때가 되면 '이제 됐어, 이만 돌아가자.'"라고 말하는 게 중요하다고 생각했다고 이야기했다. 실제로 이 에피소드에서 치디는 불교의 죽음관을 이야기하며, 파도는 잠시 자신만의 모습으로 존재하다가 다시 바다로 돌아간다는 말을 한다. 또한 슈어는 '희망'을 이 드라마의 주요 주제 중 하나로 꼽으면서, 힘든 상황에서도 포기하지 않고 계속 노력하는 것이 "바로 이 드라마가 궁극적으로 말하고자 했던 것"이고, 이러한 생각을 마지막 에피소드에 담아내고자 했다고 설명했다.
토드 메이와 패멀라 하이로니미는 인터뷰에서 죽음과 영생 중 무엇이 더 나은지에 대한 질문에 "Whenever You're Ready" 에피소드가 취한 입장에 대해서 이야기했다. 이 에피소드에서는 죽음에 관한 메이의 책의 구절인 "죽음은 우리 삶의 사건들에 의미를 부여하고, 도덕은 우리가 그 의미를 찾아가는 데 도움을 준다."라는 문장을 다루기도 했는데, 메이는 이 구절에 대해 설명하며 죽음이 우리에게 유한한 시간을 주기에 "무엇이 중요하고 무엇이 중요하지 않은지" 고민하게 만든다고 설명했다. 이와 비슷한 맥락으로 이 에피소드에서는 영생이 지루함과 의미 상실로 이어지며, 연약함과 소중함은 서로 의존한다는 주제의식도 드러난다. 하이로니미는 이 드라마를 통해 "무한하고 고통 없는 삶은 무의미하다"는 의미가 전달되지만, 자신은 이러한 생각에 대해 동의하지 않았으며 타하니처럼 어떤 사람들은 설계자가 되어 다른 사람을 돕는 것처럼 영원한 삶에서도 의미를 찾았다는 점을 언급하기도 했다.
여러 평론가들은 이 에피소드의 결말이 이 드라마 자체 뿐만 아니라 텔레비전을 방영되는 프로그램 전반에 대해서도 나름대로의 의미를 시사하고 있다고 이야기했다. 예를 들어 에피소드 속의 '문'은 이 드라마가 스스로 끝맺음을 선택했다는 사실을 반영하는데, 이로 인해 빈 자리가 남아 있지만 그들이 남긴 의미는 사라지지 않는다고 보았다. 또한 판사가 주인공 네 사람이 더 나은 사람들이 되었다는 사실을 인정한 것처럼, 드라마에 텔레비전 프로그램을 통해 사람들이 좀 더 친절하고 사려 깊은 존재로 변해갈 수 있다는 슈어의 바람이 담겨 있다고 보았다.

## 반응

### 방영 및 시청률
"Whenever You're Ready"는 2020년 1월 30일에 방영되었으며, 마지막 회 이후 편성된 세스 마이어스가 진행한 특집 프로그램을 포함하면 90분 동안 방영되었다. NBC 측에서는 이 에피소드를 평론가와 기자를 대상으로 사전에 공개하지 않았으며, 에피소드에 대한 공식 설명도 "다양한 무리의 사람들 사이에서 다양한 대화가 오간다."라고 일부러 모호하게 남겨두었다.
"Whenever You're Ready"는 미국에서 232만 명의 시청자가 시청했으며, 18세~49세 시청자층에서 0.7/4의 시청률을 기록했다. 두 수치 모두 지난해 9월에 방영된 시즌 첫 에피소드 이후 최고치였다. 드라마 마지막 회 이후 편성된 특집 프로그램의 경우 193만 명의 시청자 수를 기록했으며, 18세~49세 시청자층에서 0.5/3의 시청률을 기록했다. Live+7 시청률(방송 후 7일 동안의 녹화 시청 포함)을 합산하면 371만 명의 시청자 수와 18세~49세 시청자층에서 1.3의 시청률, 특집 프로그램은 285만 명의 시청자 수와 18세~49세 시청자층에서 0.9의 시청률로 상승한 수치를 기록했다.

### 평가
"Whenever You're Ready"는 다수의 평론가들 사이에서 긍정적인 평가를 받았다. IGN의 파머 하스크는 이 에피소드에 10점 만점에 9점을 주며 "놀라운" 에피소드였고, "우리의 삶의 의미가 무엇인지 성찰하게 하는 감동적인 이야기"라고 평했다. 또한 일부 장면들이 다소 이상적으로 그려진 점은 아쉬웠지만, 결말이 주는 카타르시스와 적절한 시점에 시리즈를 마무리했다는 점을 긍정적으로 평가했다. 디 A.V. 클럽의 데니스 퍼킨스는 이 드라마가 주는 감동 뿐만 아니라 재치 있는 대사들과 배우들의 훌륭한 연기를 언급하며 이 에피소드에 A 등급을 매겼다. 퍼킨스는 이 에피소드와 식스 핏 언더의 마지막 에피소드가 비슷하다면서, "모든 등장인물들이 굿 플레이스에 가게 되는 결말이 뻔한 해피엔딩처럼 느껴지지 않는다."고 평했다. 벌처의 노엘 머리는 이 에피소드에 5점 만점에 5점을 주며 "보는 내내 아름다웠다"고 평했다. 머리는 치디가 떠나는 장면을 가장 감동적인 장면으로 꼽으면서 "완벽한 결말인 동시에 그 이후의 여운까지 담아낸" 에피소드라고 평했다. 벌처의 캐스린 배너렌동크는 이 드라마가 무리하게 반전을 넣거나 모든 것을 설명하려 하지 않고, 어떤 질문들은 열린 결말로 남겨둔 점이 인상적이었다며 호평했다.
《시카고 선타임스》의 리처드 로퍼는 이 드라마가 유머와 생각할 거리를 담으면서도 등장인물들과 시청자들에게 "만족스러운 마무리"를 선사했다고 평했다. 《디 애틀랜틱》의 해나 지오르기스는 이 에피소드를 시리즈의 "기존 장점을 훌륭하게 살려낸 작품"이라 언급하며, 엘리너와 마이클의 관계를 호평했다. 지오르기스는 이 드라마가 초반에 제시했던 이야기의 방향성을 끝까지 잘 지켜냈고, 제이슨을 제외한 주요 인물들의 성장을 잘 보여줬다고 평했다. 복스의 앨리사 윌킨슨은 이 에피소드가 "매우 진정성 있으면서도" 인간다움의 의미를 잘 보여줬다며 호평했다.
일부 평론가들은 이 에피소드에 대해 다소 엇갈린 평가를 내렸다. 인디와이어의 벤 트래버스는 마지막 회가 "가진 잠재력을 완전히 실현하지는 못했다"며 에피소드에 B 등급을 부여했다. 트래버스는 등장인물들의 동기가 다소 얕게 그려졌다고 보았지만, 주요 배우들에 초점을 맞춘 점과 댄슨의 연기에 대해서는 긍정적으로 평가했다. 복스의 에밀리 밴더워프는 역시 등장인물들이 너무 단순하게 그려져서 결말을 완전히 설득력 있게 만들지는 못했다고 보았지만, 벨과 하퍼의 연기를 호평했고 드라마가 보여준 "죽음을 담담하게 받아들이는 태도"를 긍정적으로 평가했다. 《디 애틀랜틱》의 스펜서 코른하버는 이 드라마가 전하고자 하는 의도가 의도치 않게 자살을 긍정하는 듯한 절망적인 메시지로 비춰질 수 있다는 우려를 표했으며, 이 에피소드가 등장인물들 간의 관계보다는 각자의 개개인의 "자아실현"이라는 측면에 치중해 끝을 맺었다고 비판했다.

### 수상 및 후보
이 에피소드의 각본을 맡은 슈어는 제72회 프라임타임 에미상에서 코미디 시리즈 각본상에 후보로 올랐다. 댄슨과 하퍼는 각각 코미디 시리즈 부문 남우주연상과 남우조연상 후보 심사를 위해 자신들의 대표작으로 이 에피소드를 선정했다. 이 에피소드는 레이 브래드버리 네뷸러상 최우수 드라마 프레젠테이션 부문과 휴고상 최우수 드라마틱 프레젠테이션, 숏폼 부문에서 수상의 영예를 안았다.